# Foguinho
Oswaldo Azzarini Rolla, detto Foguinho (Porto Alegre, 13 settembre 1909 – Porto Alegre, 27 ottobre 1996), è stato un calciatore, allenatore di calcio e arbitro di calcio brasiliano.

## Biografia
Nato nella capitale dello Stato del Rio Grande do Sul, proveniva da una famiglia con una tradizione nella sartoria. Durante la sua carriera di calciatore non chiese mai alcun emolumento. Il calcio non fu l'unico sport che praticò: giocò anche a pallanuoto e fu anche canottiere per il Clube de Regatas Porto Alegre. In seguito al suo ritiro dal mondo del calcio giocato esercitò la professione di arbitro, ottenendo la qualifica nel 1943 e mantenendola fino al 1954.

## Caratteristiche tecniche
Giocava come attaccante, occupando la fascia sinistra. Le sue principali peculiarità erano la potenza del tiro, effettuato con il mancino, e il dinamismo, supportato da una condizione atletica tale che gli consentiva di poter correre per recuperare palloni in varie parti del campo. Grazie alla sua esperienza in vari altri sport, era dotato di un fisico asciutto e muscoloso. Sopperiva dunque alla mancanza di una tecnica affinata con la tenuta fisica.

## Carriera

### Giocatore
Dopo aver giocato nel settore giovanile del São José, debuttò con il Grêmio il 18 novembre 1928. Fu dall'anno seguente che entrò stabilmente a far parte dei titolari: affiancò, nella linea d'attacco, il centravanti Luiz Carvalho. Con il Grêmio fu una presenza fissa per quattordici anni consecutivi, durante i quali assommò undici titoli. Lasciò il club dopo la partita con il Canto do Rio del 29 novembre 1942.

### Allenatore
Dal 1943 al 1949 arbitrò regolarmente incontri di calcio. L'anno successivo divenne allenatore, prendendosi in carica la guida tecnica dell'Esperança, squadra di Novo Hamburgo. Nel 1953 realizzò una tournée in Europa con il Cruzeiro-RS, affrontando, tra le altre, il Real Madrid, e venendo a contatto con il calcio della Nazionale di calcio dell'Ungheria dell'epoca, la celebre Squadra d'oro.
L'11 gennaio 1955 venne assunto come allenatore del Grêmio, grazie anche all'intervento del suo ex compagno di squadra divenuto direttore sportivo Luiz Carvalho. Foguinho fece la fortuna di tale club, assemblando pezzo per pezzo una squadra tra le migliori del Brasile. Le influenze del calcio europeo permearono lo stile di gioco del Grêmio, che, oltretutto, curò maggiormente la preparazione fisica, acquisendo così un vantaggio sulle altre compagini. La squadra comprendeva vari giocatori di buon livello come Aírton Pavilhão, Gessy e Milton Kuelle, e nel 1956 vinse il suo primo titolo dall'arrivo di Foguinho, il campionato della città di Porto Alegre. A esso seguì quello nel torneo statale, che inaugurò una serie di doppie vittorie Cittadino-Statale che, tra il 1956 e il 1960, fruttarono alla società dalla maglia tricolore un totale di dieci titoli, equamente ripartiti tra le due competizioni.
I ripetuti successi indussero la Confederação Brasileira de Desportos ad affidarsi a lui per la guida tecnica della Nazionale di calcio brasiliana, che avrebbe dovuto affrontare nel marzo del 1960 il Campionato Panamericano. Foguinho debuttò sulla panchina della Seleção il 6 marzo contro il Messico; la formazione era composta da svariati giocatori provenienti dal Grêmio (cinque titolari, più altri due che subentrarono a partita in corso). La prima sconfitta arrivò nell'incontro successivo, quello del 10 marzo contro la Costa Rica, cui ne seguì un'altra con i rivali dell'Argentina per 2-1. In seguito il Brasile vinse tutti e tre i restanti incontri (contro le medesime selezioni) rispettivamente per 2-1, 4-0 e 1-0. Ciò, tuttavia, non fu sufficiente per ottenere il trofeo, che andò invece all'Argentina. Foguinho lasciò il posto di commissario tecnico a Vicente Feola e tornò al Grêmio. Nel 1962 lasciò anche questa panchina, assumendo nuovamente la guida del Cruzeiro-RS.

## Palmarès

### Giocatore
- Campionato di Porto Alegre: 8

Grêmio: 1930, 1931, 1932, 1933, 1935, 1937 (AMGEA-E), 1938 (AMGEA-E), 1939
- Campionato Gaúcho: 2

Grêmio: 1931, 1932

### Allenatore
- Campionato di Porto Alegre: 5

Grêmio: 1956, 1957, 1958, 1959, 1960
- Campionato Gaúcho: 5

Grêmio: 1956, 1957, 1958, 1959, 1960